# Shigang
Shigang (chiń. upr. 石冈 区; chiń. trad. 石岡區; pinyin Shígāng qū; Wade-Giles Shih-kang ch’ü) – dzielnica (chiń. 區, qū) w rejonie górskim miasta wydzielonego Taizhong na Tajwanie. 
23 czerwca 2009 komitet przy Ministrze Spraw Wewnętrznych Republiki Chińskiej zarekomendował scalenie dotychczasowego powiatu Taizhong (chiń. trad. 臺中縣; pinyin Táizhōng xiàn) i miasta Taizhong (chiń. trad. 臺中市; pinyin Táizhōng xiàn) w miasto wydzielone (chiń. 直轄市, zhíxiáshì); wszystkie gminy wiejskie (chiń. 鄉, xiāng), jak Shigang, miejskie oraz miasta wchodzące w skład powiatu zostały przekształcone w dzielnice (chiń. 區, qū). Ustawa weszła w życie 25 grudnia 2010 roku.
Populacja dzielnicy Shigang w 2016 roku liczyła 15 174 mieszkańców – 7291 kobiet i 7883 mężczyzn. Liczba gospodarstw domowych wynosiła 4899, co oznacza, że w jednym gospodarstwie zamieszkiwało średnio 3,1 osób.

## Demografia (2011–2016)
| Rok  | Liczba ludności | Gęstość zaludnienia | Kobiety | Mężczyźni | Gospodarstwa domowe |
| ---- | --------------- | ------------------- | ------- | --------- | ------------------- |
| 2011 | 15 792          | 867                 | 7588    | 8204      | 4862                |
| 2012 | 15 763          | 865                 | 7567    | 8196      | 4881                |
| 2013 | 15 636          | 858                 | 7487    | 8149      | 4900                |
| 2014 | 15 405          | 845                 | 7395    | 8010      | 4899                |
| 2015 | 15 295          | 839                 | 7347    | 7948      | 4901                |
| 2016 | 15 174          | 833                 | 7291    | 7883      | 4899                |